# Bye and Bye
"Bye and Bye" es una canción compuesta por el músico estadounidense Bob Dylan y publicada en 2001 como cuarto tema del álbum de estudio "Love and Theft".
Musicalmente, "Bye and Bye" es lo que Oliver Trager denomina una "balada facilona, algo que se podría esperar de Leon Redbone o, en una era anterior, de Bing Crosby." Algunos seguidores del músico han trazado la fuente original de la canción con "Having Myself a Time", tema popularizado por Billie Holiday y compuesto por Leo Robin y Ralph Rainger.
Aun así, en el aspecto lírico, "Bye and Bye" aparenta una mayor profundidad. Según Trager, "["Bye and Bye"] da paso lentamente a los sentimientos de un cazador asustado. Tal y como escribió Richard Harrington en su columna del Washington Post del 16 de septiembre de 2001: "En "Bye and Bye", Dylan canta "The future for me is already past / You were my first love, you will be my last" (lo cual puede traducirse al español como "El futuro para mí ha pasado / Tú fuiste mi primer y último amor"). Tomándolo de forma literal, el tema relata el obsesivo deseo sobre una mujer en particular. Sin embargo, trata también sobre las raíces musicales de América y la apreciación de Dylan hacia ella, así como sobre la inspiración que ésta le aporta"."
Dylan ha interpretado "Bye and Bye" de forma periódica desde su publicación en "Love and Theft".